# 拉堡镇
拉堡镇，是中国广西壮族自治区柳州市柳江县下属的一个镇，面积为45.78平方公里，下辖有9个居委会和6个行政村，常住人口为8.24万人。
拉堡镇是柳江县县政府所在地，距柳州市区约10.5公里。

## 行政区划
拉堡镇下辖以下地区：
柳东社区、柳西社区、农贸社区、城中社区、宏发社区、建都社区、祥和社区、居宁社区、鹏飞社区、拉堡村、塘头村、基隆村、木罗村、思贤村和黄岭村。

## 交通
- 焦柳铁路：柳州南站